# Miss Universe 1963
Miss Universe 1963 var den 12. Miss Universe konkurrence. Den blev afholdt 20. juli 1963 i Miami Beach i Florida, USA. Vinderen blev Miss Brasilien, den 18-årige Iêda Maria Vargas.

## Resultat
- Miss Universe 1963:  Brasilien, Iêda Maria Vargas
- Andenplads:  Danmark, Aino Korva
- Tredjeplads:  Irland, Marlene McKeown
- Fjerdeplads:  Filippinerne, Lalaine Betia Bennett
- Femteplads:  Korea, Kim Myoung-Ja
- Semifinalister:
  -  Argentina, Olga Galuzzi
  -  Østrig, Gertrude Bergner
  -  Colombia, María Cristina Álvarez González
  -  Finland, Riitta Anja Hellevi Kautiainen
  -  Frankrig, Monique Lemaire
  -  Tyskland, Helga Carla Ziesemer
  -  Italien, Gianna Serra
  -  Japan, Noriko Ando
  -  Sydafrika, Ellen Liebenberg
  -  USA, Marite Ozers

## Specielle Priser
- Venlighed:  Skotland, Grace Taylor
- Fotogen:  Irland, Marlene McKeown
- Bedste Nationale Kostume:  Israel